# Cámara de daguerrotipos de los hermanos Susse

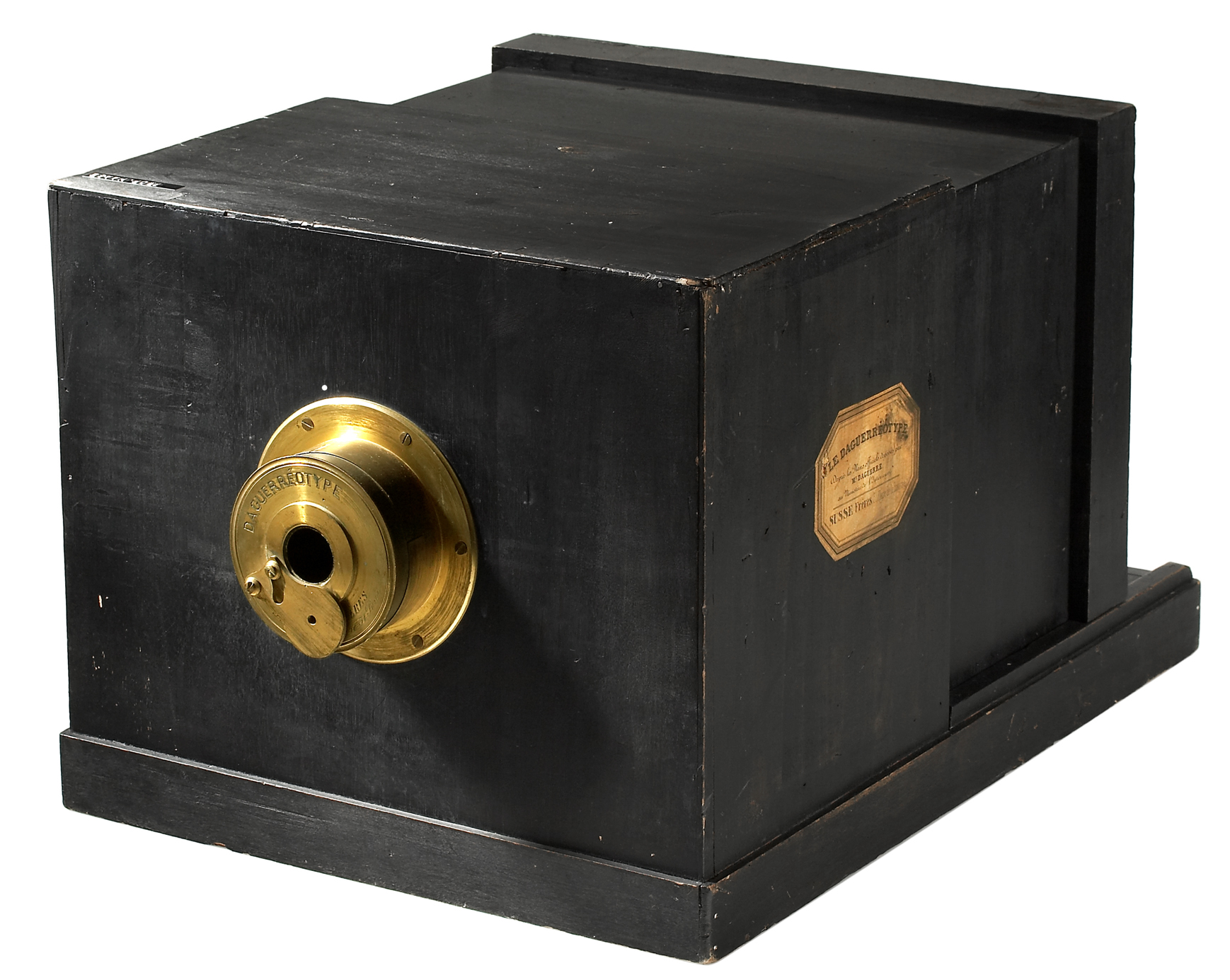
Cámara de daguerrotipo producida por La Maison Susse Frères en 1839, provista de una lente producida y diseñada por Charles Chevalier

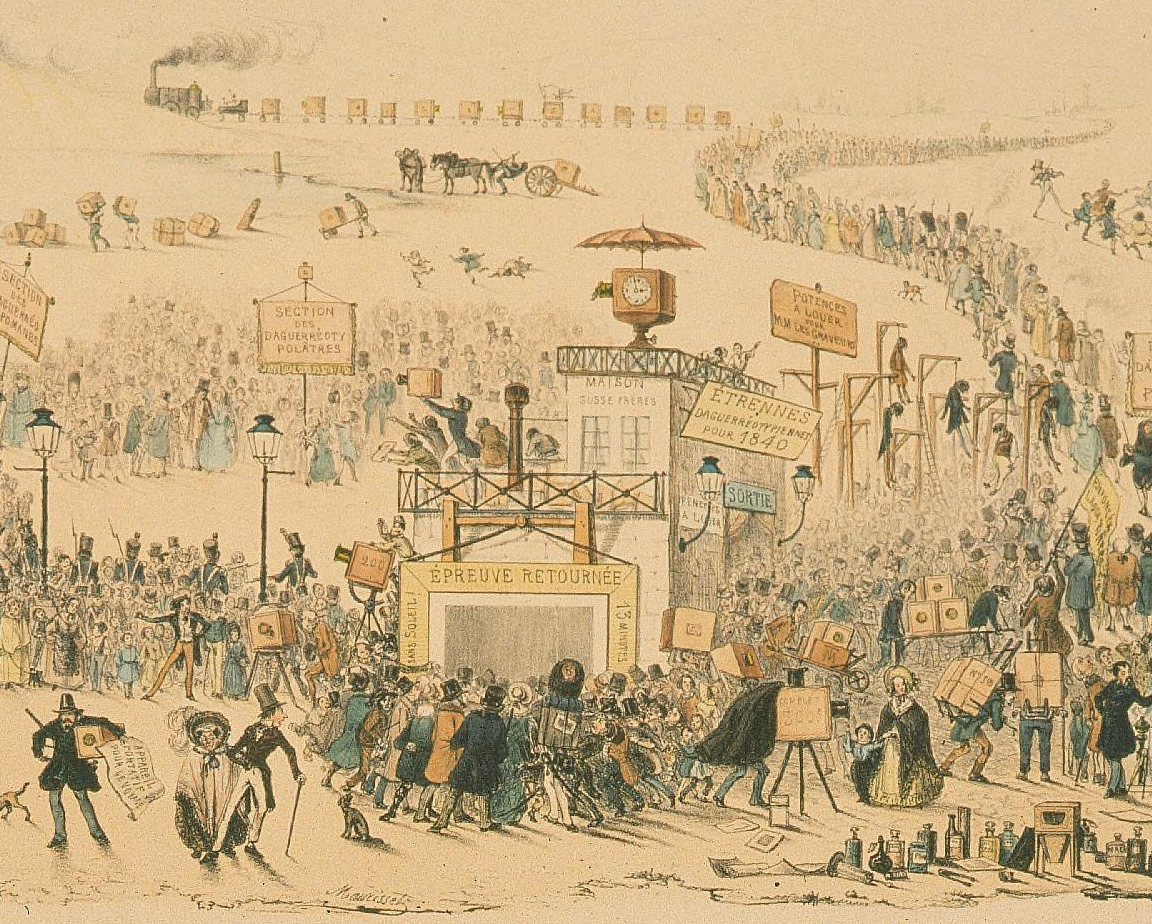
Litografía de Théodore Maurisset titulada «La daguerrotipomanía», publicada en La Caricatture en diciembre de 1839.

La cámara de daguerrotipos de los hermanos Susse (en francés: Daguerréotype Susse Frères; en inglés Susse Frères Daguerreotype camera) fue una de las primeras cámaras producidas para hacer daguerrotipos siguiendo las instrucciones de Louis Jacques Mandé Daguerre.
El 19 de agosto de 1839 François Arago dio a conocer en la Academia Francesa de las Ciencias el proceso del daguerrotipo. Dos meses antes, el 22 de junio de 1839, Daguerre había firmado un contrato con dos fabricantes para que produjeran su cámara y los accesorios necesarios para hacer daguerrotipos:su cuñado Alphonse Giroux y la Maison Susse Frères. Ambas cámaras utilizaron originalmente lentes fabricadas por Charles Chevalier que no eran específicas para fotografía por ello posteriormente la empresa de los hermanos Susse también utilizó lentes fabricadas por Lerebours et Secretan. Aunque la cámara de Alphonse Giroux fue la primera, ambas poseían permiso para usar la patente del daguerrotipo por lo que durante un tiempo tuvieron derechos exclusivos y una gran demanda en el mercado.
Ambas cámaras son casi idénticas aunque presentan dos diferencias: el color ya que la cámara de Giroux es de color madera clara mientras la de los hermanos Susse está pintada de negro y el sello que identifica al fabricante que en el caso de Giroux ostenta una litografía oval con borde dorado y la inscripción: «Ningún aparato está garantizado sino lleva la firma del Sr. Daguerre y el sello lacrado del Sr. Giroux», mientras la de los hermanos Susse lleva una litografía rectangular con la frase: «Cámara de daguerrotipos realizada según las instrucciones proporcionadas por el Sr. Daguerre al Ministerio de Interior». Los precios originales de ambas cámaras fueron la cámara de Giroux costaba 400 francos mientras la de los hermanos Susse tenía un precio de 350 francos. Actualmente se conservan unas 15 cámaras fabricadas por Giroux y solamente una fabricada por los hermanos Susse, que fue subastada en 2007 por 576.000 euros. Las características de esa cámara son: lente con  un diámetro de 81 mm., apertura f16,6, y distancia focal de 382 mm. Tiene un formato de 216 x 165 mm. y unas dimensiones de 52 x 32 x 37,5 cm.